# Hegel-Jahrbuch
Das Hegel-Jahrbuch ist eine jährlich erscheinende, von Experten begutachtete wissenschaftliche Zeitschrift, die sich mit dem Denken Georg Wilhelm Friedrich Hegels befasst und von der Internationalen Hegel-Gesellschaft herausgegeben wird. Es wurde 1961 von Wilhelm Raimund Beyer gegründet und veröffentlicht Beiträge in englischer und deutscher Sprache. Die Herausgeber sind Andreas Arndt, Brady Bowman, Myriam Gerhard und Jure Zovko. Alle Ausgaben sind online bei De Gruyter Brill erhältlich.